# Мелик-Шахназарян, Ашот Зарэевич
Ашот Зарэевич Ме́лик-Шахназаря́н (арм. Աշոտ Մելիք-Շախնազարյան; 2 октября 1931, Тбилиси — 18 января 2004, Ереван) — советский и армянский дипломат, общественный деятель, один из основателей Панармянских игр.

## Биография
- 1950—1956 — окончил МГИМО по специальности международное право.
- 1969—1971 — высшую дипломатическую школу.
- 1981—1982 — дипломатическая академия, обучающее курсы для высокопоставленных дипломатов (г.Москва).
- 1987—1989 — первый консул отдела анализа и планирования министерства иностранных дел СССР.
- 1989—1992 — полномочный представитель посольства Советского Союза в Мали.
- 1992—1994 — советник министра иностранных дел Армении.
- 1994—1995 — постоянный представитель Армении при европейском отделении ООН и других международных организаций в Женеве.
- 1995—1998 — директор департамента международных организаций.
- 1998—2000 — посол по особым поручениям.
- 2001—2004 — посол Армении в Мексике и на Кубе.

## Другие данные
- 1989 — был удостоен высокого дипломатического звания СССР — ранга чрезвычайного и полномочного посланника.
- 1996 — публично выдвинул идею проведения всеармянских спортивных игр в Париже.
- 1997 — стал первым президентом всемирного комитета Панармянских игр.
- Принимал участие в подготовке и проведении Игр XXII Олимпиады в Москве.
- Занимал посты президента Федерации фехтования Армении, председателя национального комитета «Честная игра», вице-президента национального олимпийского комитета, члена бюро комитета по развитию спорта Совета Европы, а также национального посла спорта при этой европейской организации.
- Автор автор ряда книг на политические и спортивные темы.
- Награждён медалью «Благодарность» Нагорно-Карабахской Республики[1]